# (7484) Dogo Onsen
(7484) Dogo Onsen (1994 WF4) – planetoida z grupy pasa głównego asteroid okrążająca Słońce w ciągu 3,73 lat w średniej odległości 2,41 j.a. Odkryta 30 listopada 1994 roku.